# James H. Snook
James H. Snook (n. 17 septembrie 1879, South Lebanon⁠(d), Comitatul Warren, Ohio, Ohio, SUA – d. 28 februarie 1930, Columbus, Ohio, SUA) a fost un medic veterinar ce a reprezentat Statele Unite ale Americii, medaliat olimpic. A participat la o ediție a Jocurilor Olimpice (1920) în care a câștigat două medalii de aur.